# Crittendenceratops
Crittendenceratops ("rohatá tvář ze souvrství Fort Crittenden") byl rod býložravého ceratopsidního dinosaura, který žil v období geologického stupně svrchní křídy (kampánu) asi před 73 miliony let. Fosilie tohoto dinosaura byly objeveny na území jihovýchodní Arizony (USA), v sedimentech souvrství Fort Crittenden (odtud rodové jméno).

## Popis
Crittendenceratops byl středně velký centrosaurinní ceratopsid s unikátní stavbou lebečních útvarů, odlišných od lebečních ornamentů jiných ceratopsidů. Představoval čtvernohého stádního býložravce, podobně jako všichni jeho vývojoví příbuzní.

## Zařazení
Tento druh byl vývojově primitivním (bazálním) centrosaurinem a jeho blízkými příbuznými byly druhy Avaceratops lammersi, Nasutoceratops titusi, Yehuecauhceratops mudei a Menefeeceratops sealeyi. Společně tvoří tato pětice ceratopsidů klad Nasutoceratopsini.